# Голдвілл
Голдвілл (англ. Goldville) — місто (англ. town) в США, в окрузі Таллапуса штату Алабама. Населення — 52 особи (2020).

## Географія
Голдвілл розташований за координатами 33°5′6″ пн. ш. 85°46′41″ зх. д. / 33.08500° пн. ш. 85.77806° зх. д. (33.084867, -85.777982).  За даними Бюро перепису населення США в 2010 році місто мало площу 2,59 км², з яких 2,55 км² — суходіл та 0,04 км² — водойми.

## Демографія
Згідно з переписом 2010 року, у місті мешкало 55 осіб у 21 домогосподарстві у складі 16 родин. Густота населення становила 21 особа/км².  Було 25 помешкань (10/км²).
Расовий склад населення:
| - 100,0 % — білих |

До двох чи більше рас належало 0,0 %. Частка іспаномовних становила 5,5 % від усіх жителів.
За віковим діапазоном населення розподілялося таким чином: 20,0 % — особи молодші 18 років, 58,2 % — особи у віці 18—64 років, 21,8 % — особи у віці 65 років та старші. Медіана віку мешканця становила 40,5 року. На 100 осіб жіночої статі у місті припадало 77,4 чоловіків;  на 100 жінок у віці від 18 років та старших — 91,3 чоловіків також старших 18 років.
Середній дохід на одне домашнє господарство  становив 50 300 доларів США (медіана — 46 250), а середній дохід на одну сім'ю — 69 620 доларів (медіана — 63 750). За межею бідності перебувало 9,3 % осіб, у тому числі 0,0 % дітей у віці до 18 років та 9,1 % осіб у віці 65 років та старших.
Цивільне працевлаштоване населення становило 13 особи. Основні галузі зайнятості: освіта, охорона здоров'я та соціальна допомога — 53,8 %, фінанси, страхування та нерухомість — 23,1 %, науковці, спеціалісти, менеджери — 15,4 %.